# Урбанистичко планирање у старом Египту
Употреба урбанистичког планирања у старом Египту је предмет непрекидне дебате. Пошто древна места обично опстају само у фрагментима, а многи древни египатски градови су непрекидно насељени од свог првобитног облика, релативно мало се заправо разуме о општем дизајну египатских градова за било који дати период.
Египћани су већину градова називали или nwt или dmj. Nwt се обично односи на непланиране градове који су расли природним путем, као што су Мемфис и Теба, док се dmj може превести као насеље и обично се односи на градове који су постављени по плану. Археолошки докази о таквим градовима најбоље су сачувани и најтемељније су истражени у Ел Лахуну, Деир ел Медини и Амарни, иако неки докази о урбанистичком планирању постоје и на другим локацијама.

## Прединастички период
Готово никакви трагови египатских насеља не постоје пре развоја неолитске културе око 6000 година пре нове ере, пошто су насеља свакако била веома мала, а куће су биле направљене од кварљивих материјала као што је трска и нису биле замишљене као трајне грађевине. Локације које су преживеле не показују много доказа о урбанистичком планирању. Најраније познато преддинастичко насеље налази се у Меримда-Бени Салами на југозападном пустињском рубу делте Нила и покрива око 44 хектара (180.000 m²), веома велику површину за преддинастички период. Град је обнављан три пута током свог настањеног живота, а у најмање једној од његових инкарнација, његове куће су биле врло редовно постављене дуж главне улице. Скоро све куће прате план који је окренут својим вратима на северозапад, како би се избегао преовлађујући северни ветар.
Друга позната преддинастичка насеља, као што су Бадарска култура и Накада, постављена су произвољно и немају дефинисан план. Ова села се углавном састоје од малих колиба смештених око кружних јама за складиштење.

## Тел ел-Даб'а
У Тел ел-Даб'и су ископани остаци насеља из раног Средњег краљевства (око 2000. године пре нове ере). Старо име града није познато. Откривена је површина од око 100 пута 100 метара, тако да су познати само делови насеља. Насеља су се састојала од најмање десет редова кућа подељених равним улицама. Постоје докази да је град био опасан зидом. На северу су пронађени остаци. Овде је била и већа зграда. Источна страна насеља имала је отворен простор. Редови кућа на источној страни (западно од отвореног простора) чинили су блокови са дванаест кућа. Појединачне куће су биле мале, величине око 5 пута 5 метара и све су грађене по истом плану. Редови кућа на западној страни чинили су блокови од најмање двадесетак кућа, али можда и више. Насеље је било насељено свега двадесетак година.

## Ел-Лахун
Радничко село у Ел-Лахуну је изграђено и насељено за време владавине Сенусрета II из Дванаесте династије. Смештена близу улаза у канал Нила који води до оазе Фајум, у њему су били смештени радници који су изградили Сенусретову пирамиду, као и свештеници који су одржавали краљевски погребни култ, а можда чак и сам краљ. Село је очигледно било потпуно насељено током краљеве владавине.
Село је било уређено по редовном плану. Био је усредсређен на храм Сенусретове пирамиде, који је визуелно доминирао селом, а састојао се од две неједнаке четврти ограђене зидовима од ћерпича са најмање три стране. Мања западна четврт садржала је релативно скромне настамбе радника које су биле распоређене на правоугаоној мрежи. Флиндерс Петри, који је први ископао локацију, приметио је како би распоред суседства омогућио једном ноћном чувару да лако чува подручје. Све куће су имале исти основни образац и димензије и биле су равномерно распоређене дуж паралелних улица. Улице су биле поплочане, а у њих уграђени камени одводни канали, који воде до централног одвода, омогућавали су одлагање прљаве воде из кућа. Много већа источна четврт садржала је знатно веће зграде, укључујући виле, акропољ са приложеном стражарском зградом, магазе, још неколико радничких станова и неке зграде на крајњој источној страни чија је намена непозната.

## Деир ел Медина
Радничко село у Деир ел-Медини, које се налази у долини на западној обали Нила преко пута Тебе, први пут је изграђено под Тутмосом I из Деветнаесте династије за смештај радника који су радили на гробницама у оближњој Долини краљева за време Новог краљевства. Село је окружено танким зидом од цигле и изграђено око централне улице. Куће су биле повезане са стране, коришћени су заједнички зидови за изградњу и ефикасност простора. Могуће је да су читави блокови кућа били покривени једним кровом.
Првобитно село је имало 20 кућа, вероватно издржавајући популацију од око 100 људи. Село је једном проширено под Тутмосом III, а када су се радници вратили у Деир ел-Медину након владавине Ехнатона, током које су пребачени у Амарну, село је поново проширено и имало је девет различитих четврти. На својој највећој тачки, Деир ел-Медина је садржавао 120 кућа и вероватно око 600 становника.

## Амарна
Ехнатон из Осамнаесте династије изградио је Ататон као нови главни град Египта. За локацију је изабрао Амарну, свежу локацију на источној обали Нила, око 275 километара северозападно од старе престонице Тебе. Након његове смрти, град је практично напуштен. Степен планирања који је био укључен у изградњу Амарне је највећим делом укључивао административне и верске објекте Централног града. Чак је и планирани део града донекле на брзину пројектован и грађен.  Већина града је изграђена дуж главне улице север-југ од осам километара, која се данас назива Краљевским путем, који је повезивао Централни град са Северним градом, спољним сателитом и вероватном резиденцијом краља. Краљ је вероватно живео у палати Норд Риверсајд у Северном граду, великој згради на источној страни Краљевског пута и одвојеној од остатка града, заштићеној утврђеним зидом који је затварао комплекс зграда краљевске службе. На супротној страни пута од палате лежала је група неких од највећих кућа у граду, које су вероватно припадале племићима који су били блиски краљу. Административна зграда са огромним складиштем формирала је северну границу Северног града. На јужном крају Краљевског пута лежао је Централни град, група храмова, палата и административних зграда које чине извршно средиште града. Планиране зграде Централног града могу се наћи у натпису на једној од граничних стела Амарне која је означавала границе града при његовом оснивању.
На читавој западној страни пута и вероватно се спуштала до обале реке налазила се Велика палата, која се састојала од неколико камених дворова и дворана, а у њеном центру је било огромно двориште окружено статуама Ехнатона. Преко пута и спојена мостом од цигала лежала је Краљева кућа, мала палата и краљева резиденција. Јужно од палате (на западној страни пута) налазила се Вила Сунчевог диска, верска грађевина чија намена није у потпуности схваћена, али је вероватно била краљева мртвачница. На најсевернијем положају на источној страни пута у Централном граду налазио се највећи храм од свих, Кућа Сунчевог диска, или Велики Атонов храм, који је лежао на оси исток-запад и састојао се од правоугаона ограђена површина димензија 760 пута 290 метара, која обухвата неколико појединачних храмова. У близини храмова налазила су се дугачка складишта и свештенички станови. Источно од краљеве куће налазиле су се канцеларије, архива (у којој су пронађена писма Амарне), полицијске и војне касарне. На источној периферији Централног града било је ограђено радничко село у којем су се налазили радници током изградње града. Виле краљевих везира и свештеника простирале су се дуж обе стране Краљевског пута на југу. На крајњем југу града налазио се необичан комплекс назван Мару-Атен, ограђени комплекс вртова, базена и вештачког острва. Иако су га археолози првобитно погрешно сматрали неком врстом одмаралишта, сада се сматра да је то верска грађевина.
Већина становништва Амарне налазила се у две велике области северно и јужно од Централног града. У овим пространим предграђима била је смештена велика популација потребна за одржавање суда и вођење администрације Централног града. У предграђу је живела веома мешовита друштвена група, свештеници, војници, градитељи, вајари и писари имали су најистакнутије куће. Што се стамбених делова Амарне тиче, готово је потпуно одсуство наметнутог распореда. Изван коридора Краљевског пута налазило се неколико широких, далеко од правих улица које су се пружале мање-више на север и југ и спајале су предграђе са центром, испресецаних окомитим мањим улицама. Саме куће су распоређене у произвољне кластере који стварају различите четврти. Чини се да не постоји никакав концепт одличне локације, осим што се налази у једној од главних улица север–југ, а чинило се да богати и сиромашни живе једно поред другог. Чини се да је близина Централног града или Краљевског пута била неважна, а постоји бар један пример куће краљевског везира који је изгледа одлучио да живи што даље од краља.